# Cybertext
Cybertext je pojem, proslavený Espenem J. Aarsethem, popisující medium s interaktivními prvky založené na zpětné vazbě a nějakém výpočtu. Dle jeho slov se jedná o „stroj na produkci různorodých sdělení“ (a machine for the production of a variety of expressions) 
Cybertext spadá do ergodické literatury tím, že vyžaduje netriviální úsilí od čtenáře. Je založen na myšlence, že proces dostávání se ke sdělení je stejně tak důležitý jako sdělení samotné. Cybertext musí obsahovat nějakou formu smyčky zpětné vazby - narušuje klasické vnímání toho, jakým směrem proudí sdělení v literatuře od autora k pasivnímu čtenáři:
autor → text (neboli jeho zpráva) → příjemce zprávy
Cybertext přesouvá centrální důraz na čtenáře a na proces vytváření a organizování textu .

## Příklad
Například hypertextová fikce složená z jednoduchých uzlů a odkazů mezi nimi může být rozhodně považovaná za ergodickou literaturu (jelikož čtení takového materiálu vyžaduje netriviální úsilí sledování odkazů, mentálních skoků a rozhodování), ale již ne za cybertext, neboť odkazy jsou pevně dané a vedou vždy na stejné místo. Oproti tomu interaktivní chatbot, jako například ELIZA, je cybertext protože na základě vstupu přepočítává výstup - na základě zpětné vazby a za použití výpočetního procesu je vrácena textová odpověď.
Jako konkrétné příklad cybertextu může sloužit dílo 12 blue od Michaela Joyce. V závislosti na tom, jaký odkaz si čtenář vybere či jakou část diagramu, se dostane k různým částem textu. Ve výsledku tedy čtenář nepřečte celou knihu, ale dostává se k náhodným úryvkům a sám se snaží poskládat příběh dohromady. Jelikož se jedná o cybertext, dokončení příběhu není tak důležité jako dopad samostatného skládání na čtenáře .